# Hino Nacional Brasileiro

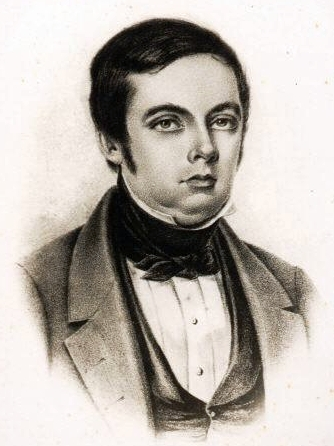
Francisco Manuel da Silva

Die Musik der brasilianischen Nationalhymne Hino Nacional Brasileiro wurde 1822 von Francisco Manuel da Silva (1795–1865) anlässlich der Unabhängigkeit Brasiliens von Portugal komponiert. Obwohl das Stück während des Brasilianischen Kaiserreichs (1822–1889) niemals den Status einer offiziellen Nationalhymne hatte, wurde es sehr populär und meist ohne Text gespielt. Nach der Ausrufung der Republik 1889 gewann 1909 der noch heute gültige Text von Joaquim Osório Duque Estrada (1870–1927) in einem nationalen Wettbewerb und wurde 1922 zur offiziellen Hymne des Landes erklärt. Es bestehen Übersetzungen in die einheimischen Sprachen Tupi und Guaraní.
Es gibt Äußerungen, dass die Melodie ein Plagiat eines Stückes von Padre José Maurício Nunes Garcia (1765–1830), dem Lehrer da Silvas, darstellt. Andere wiederum meinen, im ersten Thema des Stücks ein in Moll gesetztes Thema aus einer Violinsonate Niccolò Paganinis wiederzuerkennen.

## Inhalt
Zentraler Inhalt der Hymne ist Brasiliens Kampf um die Unabhängigkeit von Portugal im Unabhängigkeitskrieg 1822–1824. Am Ufer des ansonsten unbedeutenden Flusslauf des Ipiranga soll der damalige portugiesische Statthalter Pedro I. 1822 den Schicksalsruf „Unabhängigkeit oder Tod“ ausgebracht haben und damit die Unabhängigkeit Brasiliens erklärt haben. Weitere Bezüge sind der Sternenhimmel über und die beeindruckende Natur von Brasilien.
| Portugiesischer Text | Deutsche Übersetzung |
| Erste Strophe | Erste Strophe |
| --- | --- |
| Ouviram do Ipiranga as margens plácidas De um povo heróico o brado retumbante, E o sol da Liberdade, em raios fúlgidos, Brilhou no céu da Pátria nesse instante. Se o penhor dessa igualdade Conseguimos conquistar com braço forte, Em teu seio, ó Liberdade, Desafia o nosso peito a própria morte! Ó Pátria amada, Idolatrada, Salve! Salve! Brasil, um sonho intenso, um raio vívido, De amor e de esperança à terra desce, Se em teu formoso céu, risonho e límpido, A imagem do Cruzeiro resplandece. Gigante pela própria natureza, És belo, és forte, impávido colosso, E o teu futuro espelha essa grandeza. Terra adorada Entre outras mil És tu, Brasil, Ó Pátria amada! Dos filhos deste solo És mãe gentil, Pátria amada, Brasil!     | Die ruhigen Ufer des Riacho do Ipiranga hörten den Aufschrei eines heroischen Volkes widerhallen, mit blitzendem Strahl erschien die Sonne der Freiheit in diesem Moment am Himmel unserer Heimat. Wenn wir es schaffen diese Gleichheit zu erkämpfen, in Deinem Namen, Freiheit, trotzt unsere Brust sogar dem eignen Tod! Sei gegrüßt, geliebte Heimat, hochverehrte, sei gegrüßt! Brasilien, wenn an Deinem schönen Himmel, lächelnd und klar, das Bild des Kreuz des Südens alles überstrahlt, fährt ein intensiver Traum, ein leuchtender Blitz der Liebe und der Hoffnung zur Erde nieder. Von Natur aus ein Gigant, bist Du schön und stark, unerschrockener Koloss, und in Deiner Zukunft spiegelt sich diese Größe. Verehrte Erde, unter vielen Tausend bist Du, Brasilien, die geliebte Heimat! Den Kindern dieses Bodens bist Du fürsorgliche Mutter, geliebte Heimat, Brasilien!                                                                           |
| Zweite Strophe | |
| Deitado eternamente em berço esplêndido, Ao som do mar e à luz do céu profundo, Fulguras, ó Brasil, florão da América, Iluminado ao sol do Novo Mundo! Do que a terra mais garrida Teus risonhos, lindos campos têm mais flores, "Nossos bosques têm mais vida", "Nossa vida" no teu seio "mais amores". Ó Pátria amada, Idolatrada, Salve! Salve! Brasil, de amor eterno seja símbolo O lábaro que ostentas estrelado, E diga o verde-louro dessa flâmula - Paz no futuro e glória no passado. Mas se ergues da justiça a clava forte, Verás que um filho teu não foge à luta, Nem teme, quem te adora, a própria morte. Terra adorada Entre outras mil És tu, Brasil, Ó Pátria amada! Dos filhos deste solo És mãe gentil, Pátria amada, Brasil! | Auf ewig gebettet in den Glanz Deiner Wiege, dem Rauschen des Meeres und dem Licht des weiten Himmels, erscheinst Du, Brasilien, als die große Blüte Amerikas, wie das Leuchten der Sonne in der Neuen Welt! Du bist die herrlichste hier auf Erden, Deine lächelnden Felder haben viel mehr Blumen, Unsere Wälder besitzen mehr Leben, und unser Leben, an Deiner Brust, kennt mehr Liebe. Oh, geliebte Heimat, hochverehrte, sei gegrüßt! Brasilien, unserer ewigen Liebe sei Symbol die Flagge, stolz gehisst und voller Sterne, in Lorbeergrün kündet sie, von einer Zukunft in Frieden und vergangenem Glanz. Aber, wenn wir im Namen der Gerechtigkeit dem Kampf uns stellen, wirst Du sehen, dass keiner Deiner Söhne flieht, und, dass niemand, der Dich liebt, den eigenen Tod fürchtet. Verehrte Erde, unter vielen Tausend bist Du, Brasilien, die geliebte Heimat! Den Kindern dieses Bodens bist Du eine fürsorgliche Mutter, geliebte Heimat, Brasilien! |